# Tony Plana

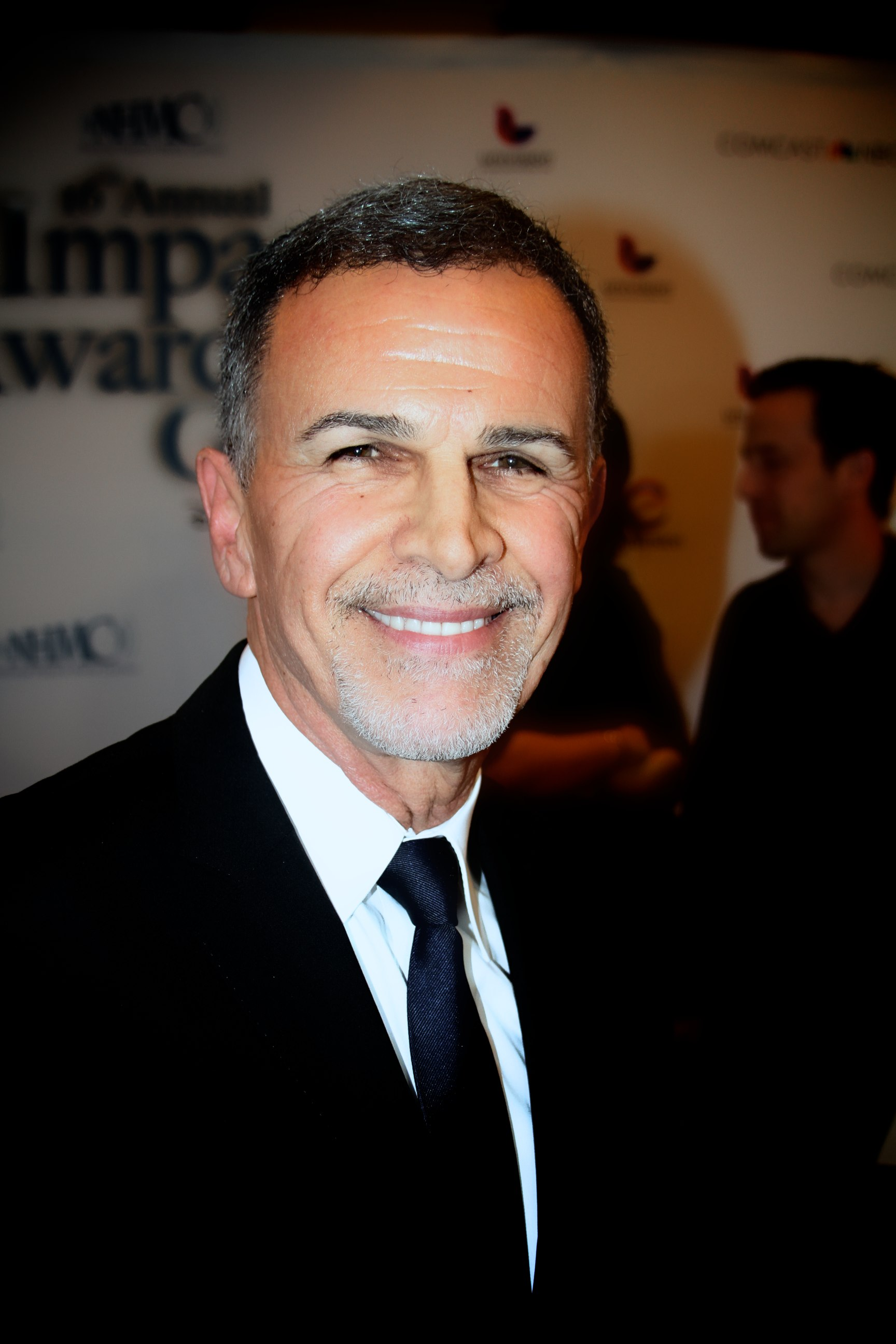
Tony Plana

Jose Antonio 'Tony' Plana (Havana, 19 april 1952) is een Cubaans/Amerikaans acteur en filmregisseur.

## Biografie
Plana werd geboren in Havana en in 1960 emigreerde zijn familie naar Miami. Hij heeft gestudeerd aan de Loyola Marymount University in Los Angeles, het acteren heeft hij geleerd aan de Royal Academy of Dramatic Art in Londen.
Plana is getrouwd waaruit hij twee kinderen heeft.
Plana heeft in meer dan 210 films en televisieseries geacteerd, hieronder volgt een selectie:

## Filmografie

### Films
Selectie:
- 2019 Bombshell - als Geraldo Rivera
- 2017 Roman J. Israel, Esq. - als Jessie Salinas
- 2013 Pain & Gain – als kapitein Lopez
- 2005 Goal! – als Hernan Munez
- 2005 The Lost City – als de Emcee
- 2002 Half Past Dead – als Warden El Fuego
- 1996 Lone Star – als Ray
- 1996 Primal Fear – als Martinez
- 1995 Nixon – als Manalo Sanchez
- 1991 JFK – als Carlos Bringular
- 1986 Salvador – als majoor Maximiliano Casanova
- 1984 City Limits – als Ramos
- 1983 El Norte – als Carlos de busjongen
- 1983 Valley Girl – als Low Rider
- 1982 An Officer and a Gentleman – als Emiliano Della Serra

### Televisieserie
Uitgezonderd eenmalige gastrollen.
- 2023 White House Plumbers - als Eugenio Martinez - 5 afl.
- 2021-2022 The Good Fight - als Oscar Rivi - 5 afl.
- 2021 David Makes Man - als Joe Padilla - 7 afl.
- 2017-2021 Superstore - als Ron Sosa - 3 afl.
- 2020 Enemigo Íntimo - als Horacio Santilla - 3 afl.
- 2020 Deputy - als Jorge Reyes - 2 afl.
- 2014-2019 Madam Secretary - als Ed Parker - 18 afl.
- 2018-2019 Elena of Avalor - als Qapa - 2 afl.
- 2017-2019 One Day at a Time - als Berto - 4 afl.
- 2019 Jugar con fuego - als Peter Miller - 9 afl.
- 2017-2019 The Punisher - als Rafael Hernandez - 8 afl.
- 2016-2018 StartUp - als mr. Morales - 14 afl.
- 2018 Mayans MC- als Galindo - 7 Afl.
- 2018 Elementary - als generaal Howard Alvero - 2 afl.
- 2016-2018 Lethal Weapon - als Ronnie Delgado - 7 afl.
- 2015-2017 The Fosters - als Victor Gutierrez - 6 afl.
- 2017 Colony - als Proxy Alcala - 4 afl.
- 2016 The Young Pope - als Carlos García - 3 afl.
- 2016 The Blacklist - als mr. Diaz - 2 afl.
- 2013-2014 Alpha House - als Benito 'Benny' Lopez - 6 afl.
- 2011 Desperate Housewives –als Alejandro Perez – 5 afl.
- 2006-2010 Ugly Betty – als Ignacio Suarez – 85 afl.
- 2005 24 – als Omar – 5 afl.
- 2000-2002 Resurrection Blvd. – als Roberto Santiago – 53 afl.
- 1997 Total Security – als Luis Escobar – 13 afl.
- 1993-1994 Bakersfield P.D. – als Luke Ramirez – 17 afl.

### Computerspellen
- 2006 Scarface: The World Is Yours – als stem
- 2004 The Chronicles of Riddick: Escape from Butcher Bay – als Tom / Cuellas
- 2000 Star Wars: Force Commander – als piloot
- 1998 Grim Fandango - als Manuel "Manny" Calavera

### Filmregisseur
- 2011 Desperate Housewives – televisieserie – 1 afl.
- 2003 The Brothers García – televisieserie – 1 afl.
- 2001-2002 Reserrection Blvd. – televisieserie – 2 afl.
- 2000 The Princess & the Barrio Boy – film

- Bibsys: 6004304
- Biblioteca Nacional de España: XX4998439
- Gemeinsame Normdatei: 1061857743
- International Standard Name Identifier: 0000 0000 5331 3466
- Library of Congress Control Number: no99088692
- Virtual International Authority File: 48870027
- WorldCat: E39PBJqVW64RRCccHCJwDbFtKd